# Josef Latour

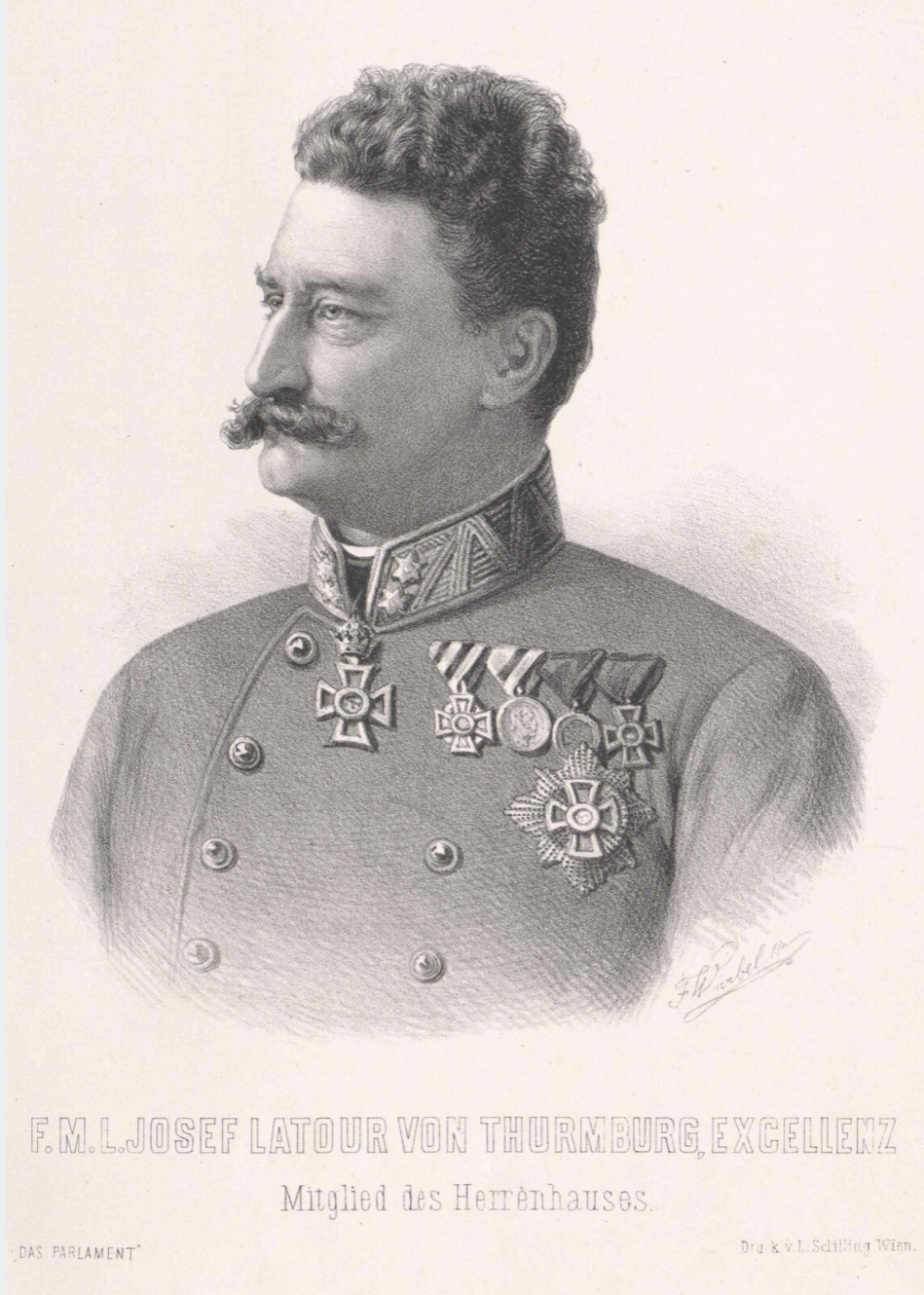
Josef Latour von Thurmburg (bei F. Würbel)

Josef Latour von Thurmburg (kurz: Josef Latour) (* 2. Februar 1820 in Wien; † 28. Dezember 1903 ebenda) war ein General in Österreich-Ungarn.

## Leben
Nach dem Studium der Rechtswissenschaften arbeitete Latour als Konzeptsbeamter in Graz sowie in Wien. Nach seinem Beitritt zum Jägerbataillon 10 diente er während der italienischen Feldzüge 1848 und 1849. Danach absolvierte er die Militärlaufbahn bis zum Hauptmann. 1859 wurde er in die Zentralkanzlei Kaiser Franz Josephs versetzt. Mit der Beförderung zum Major wurde Latour Flügeladjutant. Er begleitete den Kaiser auf Reisen und wurde als Sendbote zur sich im Ausland aufhaltenden Kaiserin Elisabeth von Österreich-Ungarn (Sisi) verwendet. Dadurch entwickelte sich eine enge und persönliche Beziehung zur Kaiserin. 
Ab 1864 war er Adlatus von Graf Leopold Gondrecourt, dem Erzieher des Erzherzogs Rudolf von Österreich-Ungarn. Damit war Latour mit für die Erziehung des Kronprinzen zuständig. Im Gegensatz zu Gondrecourt hielt Latour nichts von militärischen Erziehungsmethoden. Er informierte daher die Kaiserin über die schlechte Behandlung ihres Sohnes. 1865 wurde Gondrecourt nach einem Ultimatum der Kaiserin entlassen. Sie übergab die Erziehung Josef Latour, der, im Gegensatz zu seinem Vorgänger, eher liberal eingestellt war. Offiziell wurde er aber erst 1870 mit der Ernennung zum Generalmajor zum Erzieher Rudolfs, obwohl er den Posten schon seit 1865 ausfüllte. Kurz vor seiner Entlassung in den Ruhestand 1877 wurde er 1876 zum Feldmarschallleutnant befördert. Während seines Ruhestandes war er Mitglied des Herrenhauses des österreichischen Reichsrats. Er wurde am Wiener Zentralfriedhof bestattet. Das Grab ist bereits aufgelassen.

## Auszeichnungen
- u. a. Kommandeur des k.u. Sankt Stephans-Ordens (1873)